# Prison à perpétuité aggravée (Turquie)
La prison à perpétuité aggravée (ağırlaştırılmış müebbet hapis en Turc) est, en Turquie, une sanction pénale consistant en la détention d'un criminel jusqu'à sa mort sous un strict régime de sécurité. Elle est fixée par l'article 47 du code pénal turc,. La réclusion à perpétuité aggravée a été substituée à la place de la peine capitale, celle-ci ayant été abolie en 2002. C'est la plus sévère des peines en droit turc.

## Comparaison avec la prison à perpétuité simple
Les personnes condamnées à la prison à vie aggravée purgent leurs peines sous des conditions de sécurité étendues. Elles sont isolées du reste de la population carcérale, dans des cellules d'une à trois personnes. Leur accès aux activités est plus limité et elles ne sont pas autorisées à travailler. Si les condamnés sont de bonne foi, la peine de prison à perpétuité aggravée peut être commuée en prison à perpétuité simple. Cette situation dépend du comportement du condamné. Il existe une différence entre les types de crimes entre la réclusion à perpétuité et la réclusion à perpétuité aggravée.